# Solei

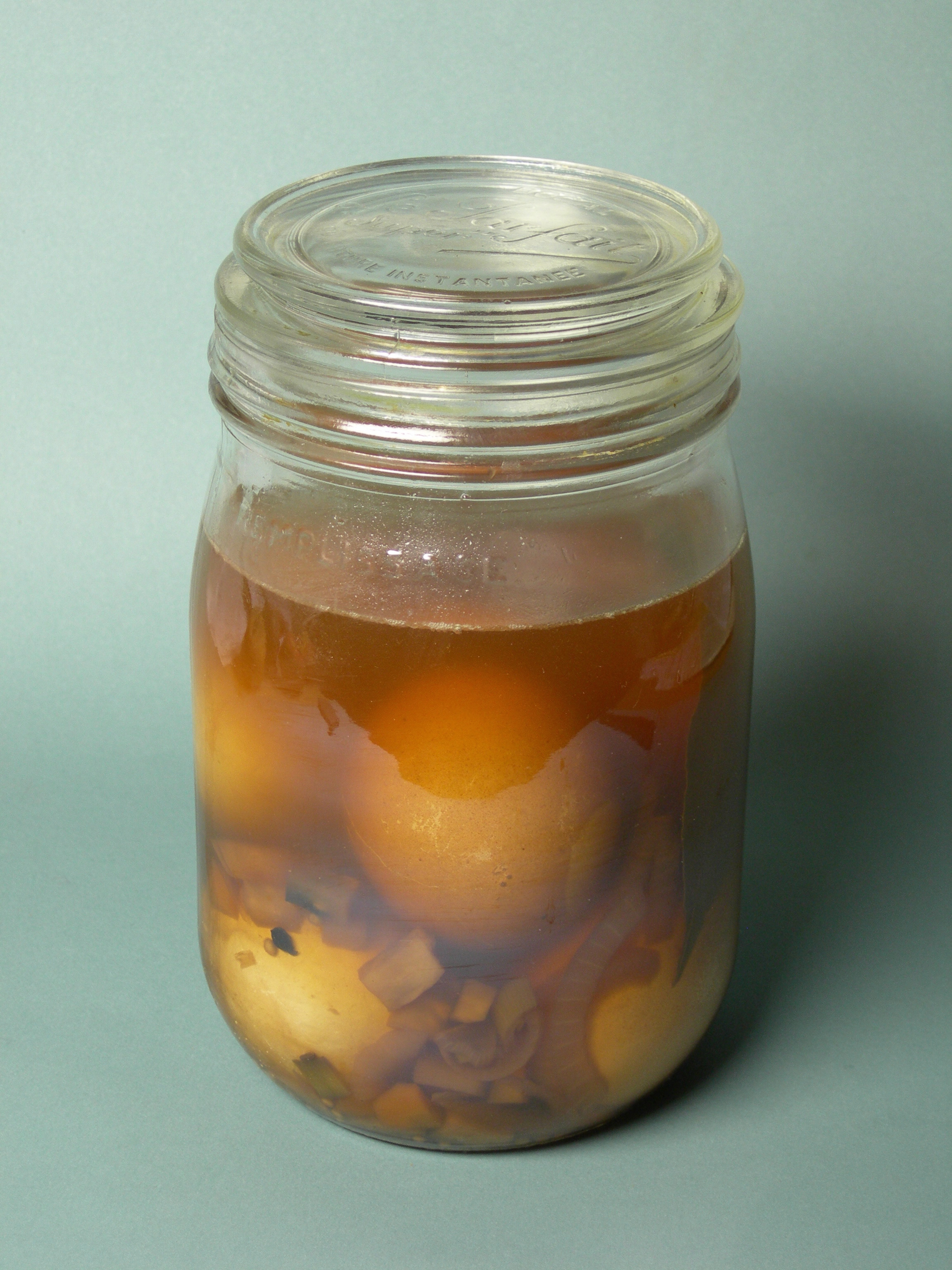
Soleier, in Gewürzlake eingelegt

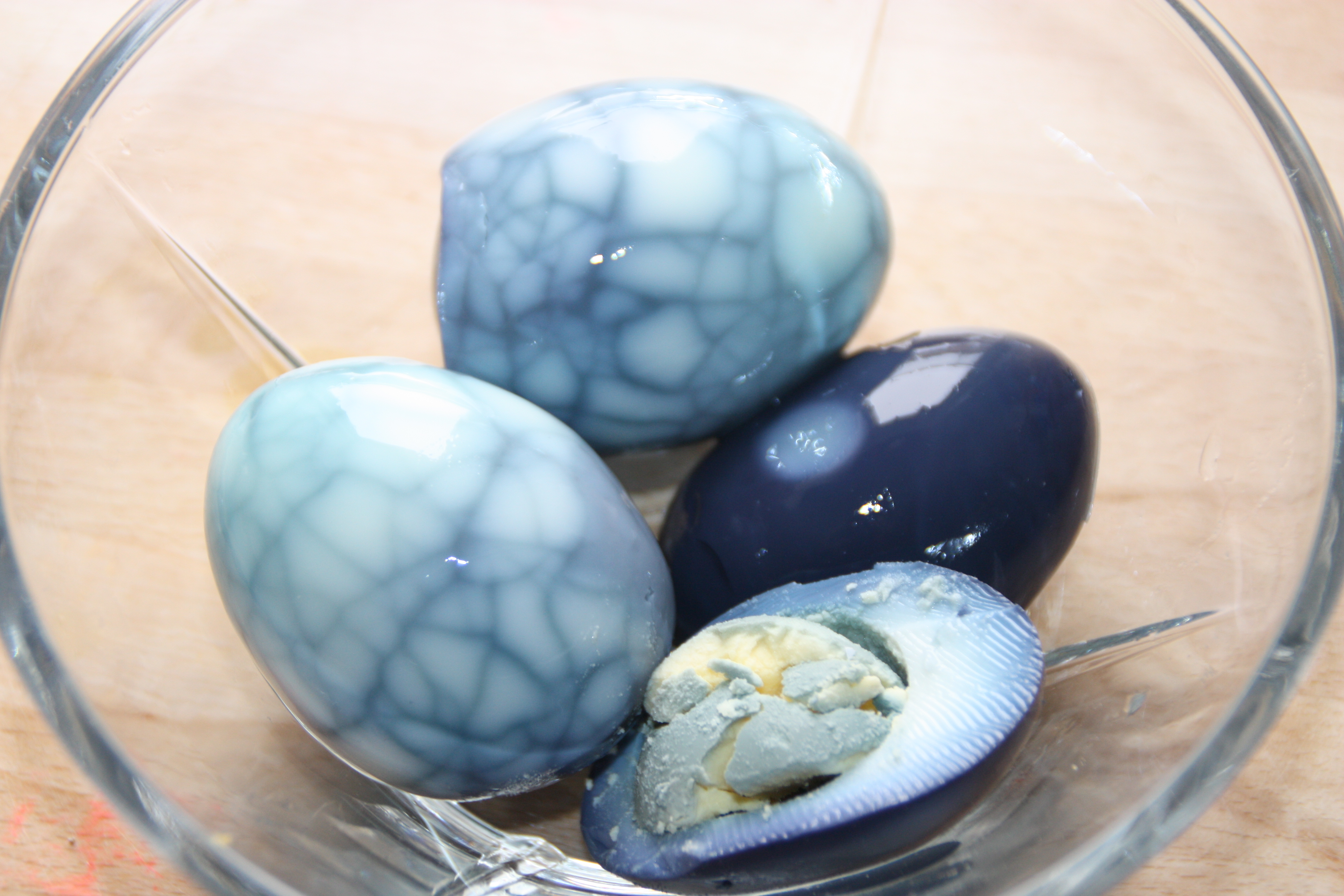
Soleier, mit Rotkohl gefärbt

Soleier sind in starker Kochsalzlösung eingelegte, hartgekochte Eier. Durch die Salzlösung werden die Eier konserviert und bleiben ohne Kühlung einige Wochen bis Monate haltbar. Sie sind in weiten Teilen Deutschlands ein traditionelles Gericht und gehörten in zahlreichen Kneipen zum Standardangebot aus dem Hungerturm.

## Herstellung
Zur Zubereitung von Soleiern werden die hartgekochten Eier zunächst rundherum angeschlagen, sodass ihre Schale anbricht, ohne aufzureißen, und in ein großes, verschließbares Glas gegeben. Dann wird ein starker, aufgekochter Sud aus Wasser und Salz, je nach Rezept auch gewürzt mit z. B. Kümmel, Pfefferkörnern, Piment, Wacholderbeeren, Lorbeer, Gewürznelken, Zwiebeln und Zwiebelschalen, heiß über die Eier gegeben, sodass sie vollständig bedeckt sind. Der Sud sollte so viel Salz enthalten, dass die Eier schwimmen (ca. 60 g Salz auf 1 Liter Wasser). Vor dem Verzehr sollten Soleier einen Tag bis eine Woche ziehen. Durch die Zwiebelschalen und andere Zutaten bildet sich auf den Eiern entlang der Bruchstellen der Eierschale ein bräunliches Muster.
Gegessen werden Soleier als Zwischenmahlzeit meist wie folgt: Das Ei wird geschält und längs halbiert, der Dotter herausgenommen, in die entstandene Mulde etwas Öl, Essig und Pfeffer gegeben, der halbe Dotter umgekehrt wieder daraufgesetzt, etwas Senf dazugegeben und das halbe Ei mit einem Bissen verzehrt.

## Haltbarkeit
Über die Haltbarkeit von Soleiern bestehen unterschiedliche Auffassungen. Nach etwa vier Wochen Lagerung in der Salzlake beginnt sich das Eidotter grünlich bis bläulich zu verfärben und es entwickelt sich ein leicht schwefliger Geruch, dies ist jedoch in der Regel gesundheitlich unbedenklich. Grundsätzlich sind Soleier auch noch nach einigen Monaten genießbar.

## Herkunft
Zur Entstehung der Soleier gibt es mehrere Theorien:

### Haltbarkeit im Winter
Da Hühner in der Winterzeit bekanntlich weniger Eier legen, wurde ein Teil der Eier, die im Frühling, Sommer oder Herbst gelegt wurden, in Sole eingelegt, um sie so bis zu den Wintermonaten haltbar zu machen und verzehren zu können.

### Zusammenhang mit dem Fastenbrauch
Während des Fastens vor Ostern (in einer guten Legezeit der Hühner) waren Eier reichlich angefallen. Sie wurden aufgehoben und in Salzlake konserviert, bis sie zum Ende der Fastenzeit gegessen werden konnten.